# Stor-Vanstjärnen
Stor-Vanstjärnen är en sjö i Ockelbo kommun i Gästrikland och ingår i Hamrångeåns huvudavrinningsområde. Sjön har en area på 0,193 kvadratkilometer och ligger 90,3 meter över havet. Sjön avvattnas av vattendraget Nimbäcken.

## Delavrinningsområde
Stor-Vanstjärnen ingår i det delavrinningsområde (675334-155688) som SMHI kallar för Mynnar i Sågtjärnen. Medelhöjden är 94 meter över havet och ytan är 4,73 kvadratkilometer. Det finns inga avrinningsområden uppströms utan avrinningsområdet är högsta punkten. Nimbäcken som avvattnar avrinningsområdet har biflödesordning 3, vilket innebär att vattnet flödar genom totalt 3 vattendrag innan det når havet efter 29 kilometer. Avrinningsområdet består mestadels av skog (86 procent). Avrinningsområdet har 0,29 kvadratkilometer vattenytor vilket ger det en sjöprocent på 6 procent.